# Acalypha swallowensis
Acalypha swallowensis é uma espécie de flor do gênero Acalypha, pertencente à família Euphorbiaceae.